# Kreshnik Hajrizi
Kreshnik Hajrizi (Sierre, Wallis kanton, 1999. május 28. –) svájci születésű koszovói korosztályos válogatott labdarúgó, a Lugano hátvédje.

## Pályafutása

### Klubcsapatokban
Hajrizi a svájci Sierreben született. Az ifjúsági pályafutását a Chippis csapatában kezdte, majd a Saxon és Young Boys akadémiájánál folytatta.
2017-ben mutatkozott be a Young Boys U21-es csapatában. 2019. július 1-jén a másodosztályban szereplő Chiassohoz igazolt. Először a 2019. július 20-ai, Wil elleni mérkőzésen lépett pályára. Első gólját 2020. december 18-án, a Kriens ellen 3–2-re megnyert találkozón szerezte. 2021. július 1-jén három éves szerződést kötött az első osztályú Lugano együttesével. Hajrizi a július 25-én, a Zürich ellen debütált. Augusztus 28-án pedig megszerezte első Super League gólját a Sionnal szemben.

### A válogatottban
2018-ban debütált a koszovói U21-es válogatottban. Először 2018. október 16-án, Izrael ellen 3–0-ra elvesztett mérkőzésen lépett pályára.

## Statisztika
2023. május 29. szerint.
| Klub     | Szezon   | Bajnokság        | Bajnokság | Bajnokság | Kupa  | Kupa  | Nemzetközi | Nemzetközi | Összesen | Összesen |
| Klub     | Szezon   | Bajnokság        | Mérk.     | Gólok     | Mérk. | Gólok | Mérk.      | Gólok      | Mérk.    | Gólok    |
| -------- | -------- | ---------------- | --------- | --------- | ----- | ----- | ---------- | ---------- | -------- | -------- |
| Chiasso  | 2019–20  | Challenge League | 26        | 0         | 0     | 0     | 0          | 0          | 26       | 0        |
| Chiasso  | 2020–21  | Challenge League | 29        | 1         | 1     | 0     | 0          | 0          | 30       | 1        |
| Chiasso  | Összesen | Összesen         | 55        | 1         | 1     | 0     | 0          | 0          | 56       | 1        |
| Lugano   | 2021–22  | Super League     | 30        | 1         | 3     | 0     | 0          | 0          | 33       | 1        |
| Lugano   | 2022–23  | Super League     | 19        | 1         | 1     | 0     | 0          | 0          | 20       | 1        |
| Lugano   | Összesen | Összesen         | 49        | 2         | 4     | 0     | 0          | 0          | 53       | 2        |
| Összesen | Összesen | Összesen         | 104       | 3         | 5     | 0     | 0          | 0          | 109      | 3        |

## Sikerei, díjai
Lugano
- Svájci Kupa
  - Győztes (1): 2021–22
  - Döntős (1): 2022–23